# N-acetilglukozamin
N-acetilglukozamin (N-acetil-D-glukozamin; skrajšano GlcNAc ali NAG) je monosaharidni derivat glukoze oziroma acetilni derivat glukozamina. 
Gre za amid glukozamina in ocetne kisline. Njegova molekulska formula je C8H15NO6, molska masa pa znaša 221.21 g/mol. Gre za spojino, pomembno v številnih bioloških procesih in je sestavina glikozaminoglikanov, glikolipidov in membranskih glikoproteinov.
Je tudi sestavina biopolimera peptidoglikana, ki se nahaja v bakterijski celični steni in je zgrajen iz verige z izmeničnimi N-acetilglukozaminom in N-acetilmuraminsko kislino, preko mlečnokislinskih ostankov na N-acetilmuraminskih kislinah pa je povezan z oligopeptidnimi mostovi s sosednimi verigami.
Je tudi monomerna enota polimera hitina, ki tvori zunanji oklep pri žuželkah in rakih. 
Pri polimerizaciji z glukuronsko kislino tvori hialuronan.

## Glejte tudi
- hitin
- N-acetilgalaktozamin